# Strambinello
Strambinello és un municipi italià de la ciutat metropolitana de Torí, a la regió del Piemont. Està situat a uns 40 quilòmetres al nord de Torí. El juliol del 2021 tenia 262 habitants. Limita amb els municipis de Vistrorio, Quagliuzzo, Baldissero Canavese i Torre Canavese.

## Administració
| Període   | Identitat             | Partit               |
| --------- | --------------------- | -------------------- |
| 1985-1995 | Martino Ardissono     | Llista cívica        |
| 1995-2004 | Stelvio Onore         | Socialistes italians |
| 2004-2014 | Eralda Caserio        | Llista cívica        |
| 2014-     | Marco Angelo Corzetto | Llista cívica        |